# S/2010 J 1
S/2010 J 1 je přirozená družice planety Jupiter. Byla objevena 7. září 2010 skupinou astronomů ve složení Robert Jacobson, Marina Brozović, Brett Gladman a Mike Alexandersen pomocí pětimetrového dalekohledu na Palomarské observatoři. Zdánlivá hvězdná velikost objektu při objevení byla 23,3m. Měsíc má rovníkový průměr 2 km. Okolo mateřské planety oběhne v retrográdním směru jednou za 723 dní v průměrné vzdálenosti cca 23 Gm. Dráha tělesa je poměrně protáhnutá (její excentricita činí 0,320) a její sklon vůči rovině ekliptiky je 163,2°. Těleso se v pericentru dostává do vzdálenosti téměř 16 Gm od planety a v apocentru se od ní vzdaluje na téměř 31 Gm. Jde pravděpodobně o fragment staršího tělesa, které se rozpadlo v důsledku srážky s jiným tělesem. Úlomky gravitačně zachytil Jupiter před přibližně 4 až 4,5 miliardami roků.